# Näsinneula

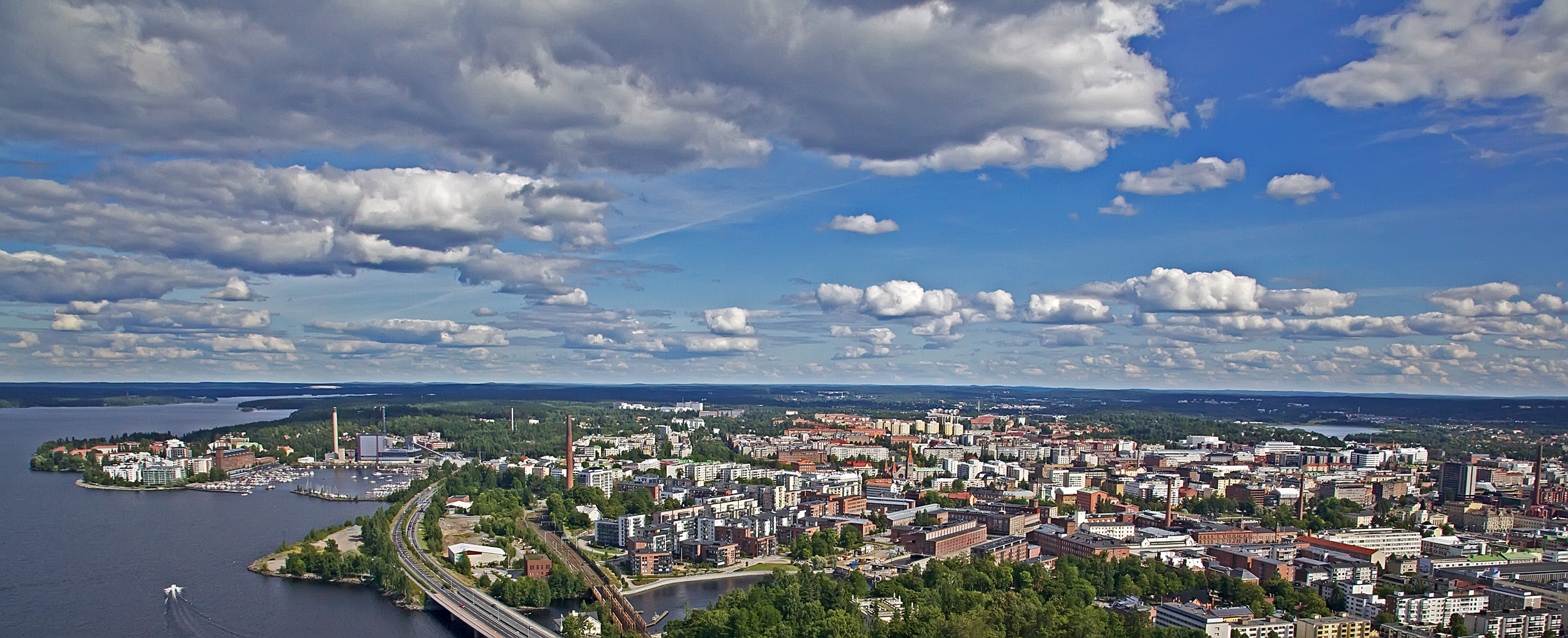
Pohled na východní část Tampere z vyhlídky na Näsinneule

Näsinneula (finsky Näsiská jehla) je rozhledna stojící nad jezerem Näsi v Tampere ve Finsku. Se svými 168 m je druhou nejvyšší stavbou v severní Evropě. Byla otevřena roku 1971 jako součást zábavního parku Särkänniemi. Ve výšce 124 m nad zemí je na ní otočná restaurace. Jedna její otočka trvá tři čtvrtě hodiny. Na vrcholu jsou světla oznamující počasí.
| tři žlutá světla   | jasno                |
| dvě žlutá světla   | polojasno nebo jasno |
| jedno žluté světlo | přeháňky             |
| tři zelená světla  | déšť                 |

Rozhlednu navrhl architekt Pekka Ilveskoski a byla v roce 1970 vyhlášena finskou Betonovou stavbou roku.
Pata rozhledny je 35 m nad úrovní jezera Näsi. Dva výtahy vyvážejí návštěvníky do výšky 120 m, kde se nachází kavárna Pilvilinna. Otočná restaurace je o patro výše. Jízda výtahem trvá 27 sekund, přičemž nejvyšší rychlost je asi 22 km/h. V případě výpadku proudu je věž díky dieselovým agregátům soběstačná.